# Рахель Цабарі
Рахель Цабарі (івр. רחל צברי; нар.. 27 липня 1909 року, Тель-Авів, Палестина — 16 лютого 1995 року, Ізраїль) — ізраїльський педагог, політичний діяч, депутат кнесету 2-го, 3-го, 4-го, 5-го та 6-го скликань.

## Походження та навчання
Рахель Цабарі народилася в єврейській родині в Тель-Авіві в тодішній Оттоманській Палестині. Рахель навчалася в школі для дівчаток в Неве-Цедек, а потім у Семінарі для вчителів у Тель-Авіві. Також вона закінчила Єврейський університет в Єрусалимі.

## Педагогічна діяльність
Рахель Цабарі працювала вчителем, в період з 1936 по 1939 рік вона підвищувала кваліфікацію у Великій Британії. Після повернення вона викладала в школах Єрусалиму і Тель-Авіва, а також у Семінарі для вчителів у Бейт ха-Керем.
Рахель Цабарі працювала також інспектором освітніх установ Єрусалиму.

## Політична кар'єра
Була активісткою Хагани, а також членом партії «МАПАЙ». У 1952 році Р.Цабарі увійшла до складу кнесету 2-го скликання, отримавши посаду померлого Йехезкеля Хена.
Рахель Цабарі переобиралася до кнесету 3-го, 4-го, 5-го та 6-го скликань від «МАПАЙ» і «МААРАХ». У різний час вона займала посади в комісії кнесету, комісії з послуг населенню, комісії з внутрішніх справ та комісії по освіті і культурі.
У 1957 році Рахель Цабарі виступила проти запропонованого проекту з роздільного навчання дітей з різних етнічних груп. 29 червня 1966 року Рахель Цабарі подала парламентський запит з приводу зникнення дітей репатріантів з Ємену.

## Смерть
Рахель Цабарі померла 16 лютого 1995 року у віці вісімдесяти п'яти років.